# Alan Cervantes
Alan Jhosué Cervantes Martín del Campo (Guadalajara, Jalisco, 17 de enero de 1998) es un futbolista mexicano que juega como mediocampista en el Club América de la Primera División de México.

## Trayectoria

### Inicios
Se integró a las fuerzas básicas de Chivas en el año 2013 donde jugó en las categorías Sub-15, Sub-17 y Sub-20 así como también formar parte del equipo de la Segunda División Chivas Rayadas.

### Club León
A pesar de haber tenido excelente actuaciones en las Fuerzas Básicas de Chivas, y en Selección Nacional Sub-20 no entró en planes de Matías Almeyda, y  llamó la atención del técnico Javier Torrente, en el draft 2017 se confirmó su fichaje al Club León, en calidad de Préstamo por 6 meses sin opción a compra.
Debuta el 22 de julio del 2017, en el León contra Atlas.

### Club Deportivo Guadalajara
Tras finalizar su préstamo con Club León, en diciembre de 2017 se oficializó su regreso al Club Deportivo Guadalajara, convirtiéndose en el segundo refuerzo para el Clausura 2018.

## Selección nacional

### Categorías inferiores

#### Sub-20
Tras destacar en las fuerzas inferiores de Chivas, fue llamado en la lista de 23 jugadores para que representara a México en el Mundial Sub-20 en Corea del Sur, portando el gafete de capitán.

### Participaciones en Copas del Mundo Sub-20
| Torneo         | Sede          | Resultado        |
| -------------- | ------------- | ---------------- |
| Mundial sub-20 | Corea del Sur | Cuartos de final |

#### Sub-23
En febrero de 2021 formó parte de la prelista de 50 jugadores para participar en el Preolímpico de Concacaf de 2020. En marzo se oficializó su participación en la competencia al ser incluido en la lista final.

## Palmarés

### Títulos nacionales
| Título           | Equipo       | País   | Año  |
| ---------------- | ------------ | ------ | ---- |
| Primera División | Club América | México | 2024 |

### Títulos internacionales
| Título                        | Equipo      | País   | Año  |
| ----------------------------- | ----------- | ------ | ---- |
| Liga Campeones de la Concacaf | Guadalajara | México | 2018 |